# Brúarárfjall
Brúarárfjall är en kulle i republiken Island. Den ligger i regionen Västfjordarna, 190 km norr om huvudstaden Reykjavík. Toppen på Brúarárfjall är 495 meter över havet, eller 51 meter över den omgivande terrängen. Bredden vid basen är 1,0 km. Brúarárfjall ingår i Dimmuborg.
Närmaste större samhälle är Hólmavík, omkring 17 kilometer sydväst om Brúarárfjall.